# Zwergsultanshuhn
Das Zwergsultanshuhn (Porphyrula martinica, Syn.: Porphyrio martinicus) ist ein vor allem in Amerika heimischer Rallenvogel.

## Merkmale

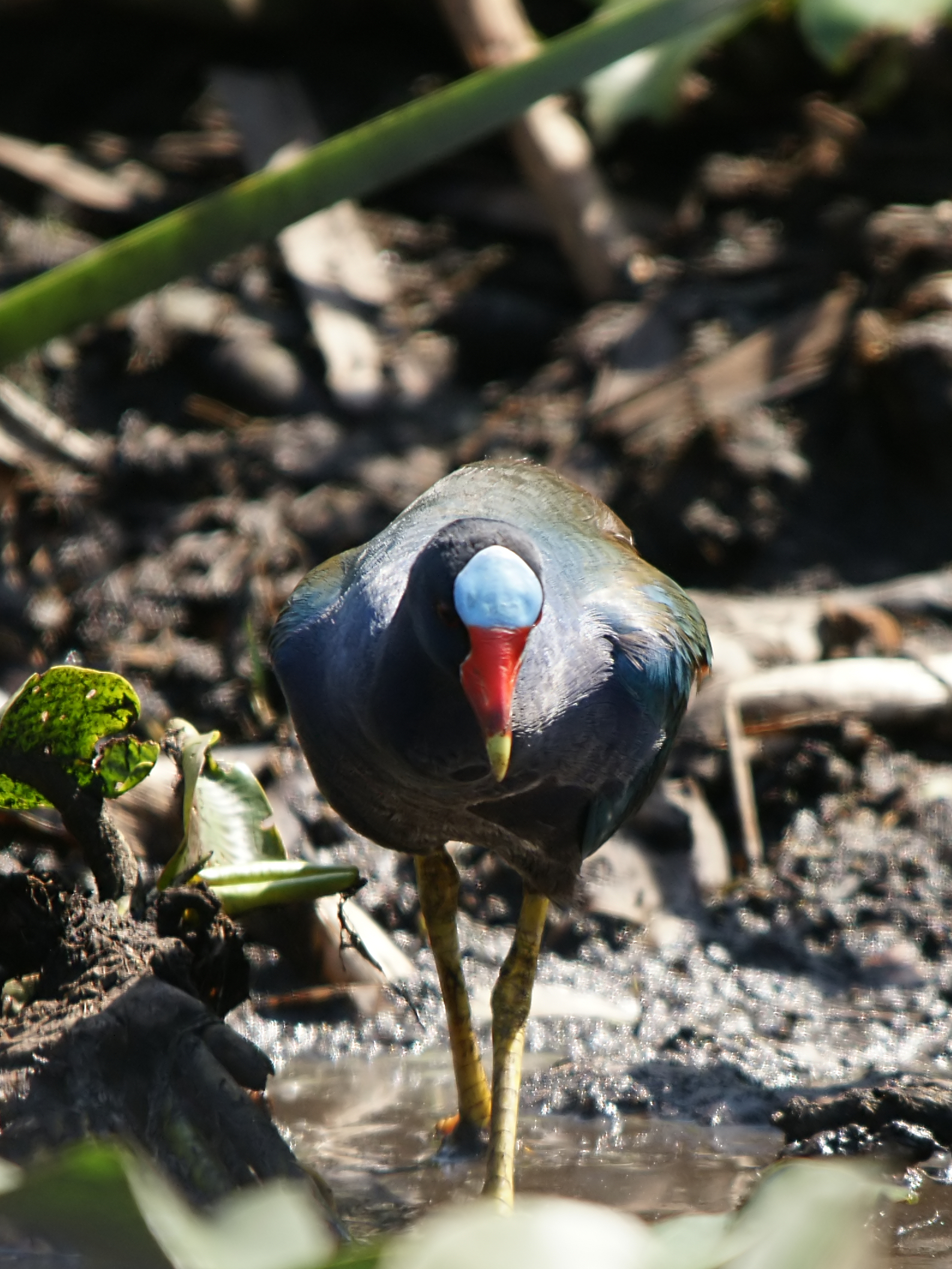
Das Zwergsultanshuhn mit seinem blauen Stirnschild

Das 33 cm lange Zwergsultanshuhn ähnelt der Teichralle in Aussehen und Verhalten. Es ist jedoch mit seinem ultramarinblauen Gefieder mit grünem Rücken, grünen Flügeln und weißen Unterschwanzdecken, dem roten Schnabel mit gelber Spitze, dem blauen Stirnschild und den langen gelben Beinen der weit auffälligere Vogel. Der Jungvogel ist braun gefärbt und trägt Krallen an den Flügeln, die ihm erlauben im Gebüsch zu klettern, die aber im Alter verschwinden und die ein seltener, aber sehr interessanter Hinweis auf die Dinosaurierabstammung der heutigen Vögel ist. Ansonsten sind diese Krallen nur noch bei Hoatzinküken zu finden.
Das Zwergsultanshuhn ist kein gewandter Flieger, es flattert aber gewöhnlich bei plötzlicher Störung auf. Auf kurzen Flugdistanzen lässt es die Beine baumeln.

## Vorkommen

Das Verbreitungsgebiet des Zwergsultanshuhns
Sommer-Brutvogel
Stand-Brutvogel
Gastvogel

Das Zwergsultanshuhn kommt im Südosten der USA, in Mittelamerika, in Südamerika bis nach Argentinien, stellenweise auch um das Mittelmeer und selten in Großbritannien und in Teilen Afrikas vor. Es bewohnt Seen, Lagunen, Sümpfe und Marschen mit dichter Vegetation.
Nur die nördlichsten Populationen ziehen nach der Brutzeit in den Süden.

## Verhalten
Bei der Nahrungssuche watet der Vogel im seichten Wasser zwischen den Wasserpflanzen umher, er läuft über Seerosenblätter und klettert in den Zweigen überhängender Büsche. Dabei bleibt er meist in Deckung. Das Zwergsultanshuhn ernährt sich von Wasserpflanzen, Samen, Beeren, Wirbellosen und Amphibien. Es wurde aber auch beobachtet, dass es Eier oder Junge anderer Vogelarten frisst.

## Fortpflanzung
Von Frühling bis Herbst legt das Zwergsultanshuhn in ein schalenförmiges Nest im Schilf oder zwischen Schwimmpflanzen 3 bis 12 weiße Eier mit braunen Flecken, die drei Wochen lang bebrütet werden. Nichtbrütende Vögel helfen teilweise beim Nestbau und Versorgen der Jungvögel.

## Etymologie und Forschungsgeschichte
Die Erstbeschreibung des Zwergsultanshuhns erfolgte 1766 durch Carl von Linné unter dem wissenschaftlichen Namen Fulica martinica. Als Verbreitungsgebiet gab er Martinique an. 1760 führte Mathurin-Jacques Brisson die neue Gattung Porphyrio ein.  Dieser Begriff hat seinen Ursprung in und πορφυριον, πορφυρα porphyrion, porphura, deutsch ‚Moorhenne, purpurn‘ Der Artname martinica bezieht sich auf Martinique. Alfred Laubmann hatte für sein Werk Die Vögel von Paraguay zwei Bälge, gesammelt von Eugen Josef Robert Schuhmacher (1906–1973) im Bergland des Río Apa, zur Verfügung. In der Literatur fand er viele Nachweise für das Land, so z. B. in Puerto Bertoni, im Departamento Alto Paraná und in Monte Sociedad durch Arnaldo de Winkelried Bertoni und in Sapucai durch Charles Chubb. Zusätzlich erwähnte Laubmann  Yahaná del celeste y verde von Félix de Azara als Nachweis für die Art. Laut Laubmann soll sie im Sumpfgebiet um Centurion relativ häufig gesichtet worden sein. Porphyrula georgica Pereyra, 1944 wird heute als Synonyme zu Nominatform betrachtet. Georgica bezieht sich auf Südgeorgien.